# Klikkerek
A Klikkerek a Magyar Televízió műsora. Témájában folyamatosan változó asszociációs sorokat vonultat fel a hétköznapok, tudományok, általánosan az élet minden területéről.
A műsorvezető mellett tehenek elmés megjegyzései és témához kapcsolódó filmrészletek, klippek teszik könnyedebbé akár a szárazabb témákat is.

## Története
A műsort először 2006. szeptember 5-én – 2 héttel (13 nappal) az MTV-székház ostroma előtt – indult el, Hernádi Szabolcs vezetésével, ezzel indult az m2 2006-os őszi programstruktúrája, illetve lelepleződött az első főcíme is.  A főcímet 2007 januárjában módosították, ez volt a második verziója, a zene pedig megváltozott. Ebben az évben csatlakozott Németh Judit is műsorvezetőként.
A műsor minden nap – vasárnap kivételével – jelentkezett, majd 2007. november 24-től szombatonként jelentkezett. 
2007. szeptember 3-án a műsor új – és egyben utolsó – arculatot, illetve új főcímet kapott, majd az év novemberében szombatonként jelentkezett. A műsor 2008. május 31-én adták utoljára a képernyőn.

## Az alkotók
- Hernádi Szabolcs – műsorvezető
- Horváth Kata, Stodulka Gábor, Bordán Attila
- Cselleng Ádám, Gévai Júlia, Nagy Benedek – szerkesztők
- Sipos Pál – főszerkesztő
- Kaposvári István, Vidos Erik, Lecza Attila – grafika
- Buzási Zoltán – hang (Tehénfiú)
- Németh Judit – hang (Tehénlány), műsorvezető

## Külső hivatkozások
- klikkerek.freeblog.hu[halott link]
- Klikkerek.hu
- Gorcsevivan.blogol.hu
- Ezekmennek.freeblog.hu